# Binsey, Oxfordshire
Binsey är en by i distriktet Oxford, i grevskapet Oxfordshire, i England. Byn är belägen 14 km från Witney. Binsey var en civil parish fram till 1926 när blev den en del av St. Giles & St. John. Civil parish hade 63 invånare år 1921.